# Oakdale (Louisiana)
Oakdale è un comune degli Stati Uniti d'America, situato nello Stato della Louisiana, in particolare nella parrocchia di Allen.